# El Álamo (Metro de Lima y Callao)
El Álamo es la primera futura estación de la Línea 3 del Metro de Lima y Callao en Perú. Será construida de manera subterránea en el distrito de Comas, en la intersección de las avenidas Chillón Trapiche y Los Incas.